# Selección de baloncesto de Suecia
La selección de baloncesto de Suecia es el equipo formado por jugadores de nacionalidad sueca que representa a la Federación Sueca de Baloncesto en las competiciones internacionales organizadas por la Federación Internacional de Baloncesto (FIBA) o el Comité Olímpico Internacional (COI): los Juegos Olímpicos, la Copa Mundial de Baloncesto y el EuroBasket.
Suecia se ha clasificado diez veces para el EuroBasket a lo largo de su historia. Su mejor resultado en el torneo fue el puesto 11 en la edición de 1995. La selección escandinava también se clasificó para los Juegos Olímpicos una vez, en 1980, terminando en el décimo lugar. Sin embargo, Suecia todavía busca la clasificación para su primera aparición en la Copa Mundial FIBA.

## Historial

### Copa Mundial
Resultado General: No ocupa puesto
| Copa Mundial de Baloncesto |
| --- |
| - 1950: No calificó - 1954: No calificó - 1959: No calificó - 1963: No calificó - 1967: No calificó - 1970: No calificó - 1974: No calificó - 1978: No calificó - 1982: No calificó - 1986: No calificó - 1990: No calificó - 1994: No calificó - 1998: No calificó - 2002: No calificó - 2006: No calificó - 2010: No calificó - 2014: No calificó - 2019: No calificó - 2023: No calificó - 2027: TBD |

### Juegos Olímpicos
| Baloncesto en los Juegos Olímpicos |
| --- |
| - Berlín 1936: No calificó - Londres 1948: No calificó - Helsinki 1952: No calificó - Melbourne 1956: No calificó - Roma 1960: No calificó - Tokio 1964: No calificó - México 1968: No calificó - Múnich 1972: No calificó - Montreal 1976: No calificó - Moscú 1980: 10° Lugar - Los Ángeles 1984: No calificó - Seúl 1988: No calificó - Barcelona 1992: No calificó - Atlanta 1996: No calificó - Sídney 2000: No calificó - Atenas 2004: No calificó - Pekín 2008: No calificó - Londres 2012: No calificó - Río 2016: No calificó - Tokio 2020: No calificó - París 2024: No calificó |

### EuroBasket
| EuroBasket |
| --- |
| - 1935: No participó - 1937: No participó - 1939: No participó - 1946: No participó - 1947: No participó - 1949: No participó - 1951: No participó - 1953: 17° Lugar - 1955: 16° Lugar - 1957: No participó - 1959: No participó - 1961: 18° Lugar - 1963: No participó - 1965: 16° Lugar - 1967: No participó - 1969: 12° Lugar - 1971: No participó - 1973: No participó - 1975: No participó - 1977: No participó - 1979: No participó - 1981: No participó - 1983: 12° Lugar - 1985: No participó - 1987: No participó - 1989: No participó - 1991: No participó - 1993: 15° Lugar - 1995: 11° Lugar - 1997: No participó - 1999: No participó - 2001: No participó - 2003: 16° Lugar - 2005: No participó - 2007: No participó - 2009: No participó - 2011: No participó - 2013: 13° Lugar - 2015: No participó - 2017: No participó - 2022: No participó - 2025: TBD |